# کرنیش (اکلاهما)
کرنیش(به انگلیسی: Cornish) شهری در ایالت اکلاهما کشور ایالات متحده آمریکا است که جمعیت آن در سرشماری سال ۲۰۱۰ میلادی، ۱۶۳ نفر بوده‌است.